# Shotgun (песня Limp Bizkit)
«Shotgun» (с англ. — «дробовик») — песня американской ню-метал-группы Limp Bizkit, выпущенная в качестве сингла 17 мая 2011 года под лейблом Flip и Interscope Records.
«Shotgun» — песня, в которой впервые для Limp Bizkit присутствует гитарное соло. Песня была выпущена как первый сингл с альбома Gold Cobra и достиг 26-го места в Canadian Rock Chart. Песня была положительно воспринята критиками, которые благоприятно оценили тяжелое звучание гитары Уэса Борланда и продакшн DJ Lethal.
Текст песни посвящен некоему человеку, который курит коноплю и размахивает дробовиком.

## История изданий
| Страна         | Дата        | Формат | Лейбл               |
| -------------- | ----------- | ------ | ------------------- |
| США            | 17 мая 2011 | ЦС     | Interscope, Polydor |
| Великобритания | 18 мая 2011 | ЦС     | Interscope, Polydor |

## Позиции в чартах
| Чарт (2011)                                 | Высшая позиция |
| ------------------------------------------- | -------------- |
| Canada Active Rock (America’s Music Charts) | 26             |
| Дания (Tracklisten)                         | 23             |
| Финляндия (Suomen virallinen lista)         | 25             |
| Ireland (IRMA)                              | 21             |
| Poland (ZPAV)                               | 43             |
| Испания (PROMUSICAE)                        | 27             |
| UK Rock (Official Charts Company)           | 8              |
| US Rock Digital Songs (Billboard)           | 31             |
| US Rock Songs (Billboard)                   | 34             |

## Участники записи
- Фред Дёрст — вокал, продюсер
- Сэм Риверс — бас-гитара
- Уэс Борланд — гитара
- DJ Lethal — семплирование, синтезатор, тёрнтейблизм
- Джон Отто — барабаны